# My Dad Is Dead
My Dad Is Dead (англ. Мой папа мёртв) — независимый американский музыкальный проект, действовавший с 1984 по 2010 годы. Основателем и единственным постоянным участником проекта был музыкант Марк Эдвардс, до этого игравший в местной панк-роковой группе Riot Architecture. В настоящий момент он занят в своём новом проекте, Secular Joy.

## История
После сворачивания деятельности Riot Architecture Эдвардс начинает записываться самостоятельно. Первый альбом My Dad Is Dead, And He’s Not Gonna Take It Anymore, был выпущен в 1986 году и записан Эдвардсом в одиночку в доме у друга, предоставившего ему своё звукозаписывающее оборудование. В следующем году Эдвардса приглашают в тур Modern English, а затем Butthole Surfers. По возвращении он записывает свой второй альбом, Peace, Love and Murder. В 1988 году Эдвардс подписывается на Homestead Records и выпускает Let’s Skip the Details. В эти годы главным ориентиром для него являются Joy Division, а в музыке преобладают мрачные тона, соответствующие его тогдашнему мироощущению: «В молодости я был довольно несчастливым человеком. У меня были проблемы с депрессией, и я смотрел на всё с мрачной стороны. Это заметно по песням, текстам и прочему».
Вскоре после заключения контракта с Homesteed состав My Dad Is Dead расширяется: к Эдвардсу присоединяются басист Джефф Кёртис и барабанщик Джон Макинтайр (позднее участвовавший в Bastro и Tortoise). Долго, однако, новый состав не продержался: МакИнтайр ушёл в Bastro, Кёртис отказался участвовать в туре, и Эдвардс выезжает на гастроли с музыкантами из Prisonshake, а затем записывает с ними двойной альбом The Taller You Are, The Shorter You Get, ставший самым известным релизом группы. Здесь к постпанковому звучанию примешиваются элементы колледж-рока, в ретроспективе многие критики сравнивают его звучание с Interpol. Этот альбом становится последним релизом My Dad Is Dead на Homestead (перед этим группа выпускает сборник демо-сессий к предыдущему альбому под заглавием The Best Defense).
Следующий альбом, Chopping Down the Family Tree, выходит в 1991 году на Scat Records. По настроению он заметно более приподнят и оптимистичен, чем его предшественники. За год до этого My Dad Is Dead записывают сессию у Джона Пила.
В последующие годы выходят альбомы Out of Sight, Out of Mind (1993), For Richer, For Poorer (1995) и Everyone Wants the Honey But Not the Sting (1997), а также сборник Shine(r) (1996). Около 1997-98 года Эдвардс практически прекращает музыкальную деятельность в связи со сложной финансовой ситуацией. На последнем концерте прощального тура он знакомится со своей будущей женой Джинн, в 2000 году они съедутся и начнут жить вместе.
В 2005 году Эдвардс возвращается на сцену с новым, крайне политизированным альбомом, получившим название A Divided House. «Я жил счастливой жизнью новобрачного, депрессия и гнев ушли — писать музыку стало вроде как не очень интересно, — объясняет Эдвардс. — Но тут Джордж Буш получил место президента — и у меня снова появились причины злиться».
В 2010 году Эдвардс объявил, что My Dad Is Dead прекращает существование, и на смену старому проекту приходит новая группа под названием Secular Joy. «Мне уже за пятьдесят, в таком возрасте как-то глупо иметь группу под названием „Мой папа мёртв“, — объяснил он. — К тому же в последнее время я играю всё больше с местными ребятами, и звучание у нас заметно отличается от MDID». Первый альбом группы, Made For Better Things, вышел в 2012 году на лейбле Unhinged.

## Дискография
- My Dad is Dead... and He's Not Gonna Take It Anymore (St. Valentine, 1986)
  - Reissued on the German label Houses in Motion, 1990
- Peace, Love and Murder (Birth, 1987)
  - Reissued on the German label Houses in Motion, 1991
- The Best Defense (Homestead, 1988)
- Let's Skip the Details (Homestead, 1988)
- The Taller You Are, the Shorter You Get double lp (Homestead, 1989)
  - На переиздании на CD из трек-листа удалены две песни
- Shine двойной 7" диск (Scat, 1990)
- Chopping Down the Family Tree (Scat, 1991)
  - Reissued on the German label Houses in Motion
- Out of Sight, Out of Mind (Scat, 1993)
- Hello EP (Hello Recording Club, 1995)
- For Richer, For Poorer (Emperor Jones/Trance Syndicate, 1995)
- Shine(r) (Emperor Jones/Trance Syndicate, 1996)
- Everyone Wants the Honey But Not the Sting (Emperor Jones, 1997)
- The Engine of Commerce (Vital Cog, 2002)
- A Divided House (Unhinged, 2005)
- A New Clear Route (2009)